# Children of the Sea (film 1909)
Children of the Sea è un cortometraggio muto del 1909. Il nome del regista non viene riportato nei credit del film.

## Trama
In una località marina della Bretagna, una delle guardie costiere ama Felice che, però, è innamorata di Jean, un marinaio. I due innamorati si sposano, ma la donna resta molto spesso sola a casa, mentre il marito è in mare. Passano alcuni anni e la guardia costiera non ha perso le speranze con Felice: lei, triste per la solitudine, un giorno cede al suo corteggiatore che riesce finalmente a baciarla. Lei, però, lo respinge subito dopo, non volendo tradire il marito. Inseguita dal suo infelice amante, la donna corre fuori di casa e, giunta alla scogliera, si getta giù dalla rupe.

## Produzione
Il film fu prodotto dalla Lubin Manufacturing Company.

## Distribuzione
Distribuito dalla Lubin Manufacturing Company, il film - un cortometraggio in una bobina - uscì nelle sale cinematografiche statunitensi il 15 novembre 1909.